# Черкашин, Николай Андреевич
Никола́й Андре́евич Черка́шин (род. 25 ноября 1946) — советский и российский журналист и писатель-маринист, автор исторических расследований, советский офицер-подводник.

## Биография
Родился 25 ноября 1946 года в городе Волковыск (ныне Гродненской области Белоруссии). Окончил философский факультет и аспирантуру МГУ имени М. В. Ломоносова по специальности «история русской философии». Служил на Северном флоте на 4-й эскадре подводных лодок — самом крупном в мире соединении подводных лодок. Участвовал в дальних морских походах в Атлантическом океане и Средиземном море.
Сестра Николая Черкашина: Лариса Андреевна Черкашина — пушкинист, литератор.
В 1980-х годах входил в редакционную коллегию героико-патриотического литературно-художественного альманаха «Подвиг».
В 2022 году подписал письмо в поддержку российского военного вторжения на Украину.

## Награды и премии
- Орден «За службу Родине в Вооружённых Силах СССР» III степени
- Медали
- Международная премия Андрея Первозванного (1992) — за совокупную литературную деятельность во благо Российского государства [значимость факта?]
- Премия Ленинского комсомола (1982) — за книги «Соль на погонах», «Судьба в зелёной фуражке» и публицистические произведения о советских воинах,
- Премия имени Г. К. Жукова — за выдающийся вклад в развитие и укрепление обороноспособности Российской Федерации.[значимость факта?]

## Творчество
Труды Николая Черкашина неизменно вызывали обострённый писательский интерес. Моряк по профессии, Николай Андреевич посвятил своё писательское творчество героической и драматической истории Русского флота и его героям. В этом смысле Николай Черкашин, пожалуй, может считаться прямым продолжателем дела Валентина Пикуля.

Из писателей-маринистов я выделил бы Николая Черкашина. Он трудяга, и дай Бог ему здоровья. Так и надо бороздить историю, в ней ещё немало интересных полных драматизма загадочных страниц. А он извлекает темы совершенно неизвестные… Молодец! Дело даже не в том, как он пишет, хотя пишет он нормально. Маринистика должна быть познавательна.
— последнее интервью Валентина Пикуля
Трагедию атомной подводной лодки «Комсомолец» писатель принял особенно остро. Как бывший подводник, он хорошо понимал, что пришлось пережить членам экипажа. Повесть «Пламя в отсеках», рассказывающая о катастрофе близ острова Медвежий, о героической борьбе экипажа за живучесть подводного корабля, о бедах и проблемах спасательной службы, — долг памяти писателя перед моряками-подводниками.
Большой читательский интерес вызвала книга «Адмирал Колчак», удостоенная Всероссийской литературной премии им. Александра Невского.[значимость факта?]